# Herb powiatu bialskiego
Herb powiatu bialskiego – symbol powiatu bialskiego, ustanowiony 24 maja 1999.

## Wygląd i symbolika
Herb przedstawia na tarczy  w polu czerwonym Pogoń (męża zbrojnego w szyszaku, na srebrnym koniu, do biegu niby zapędzonym, siodło na koniu i czaprak błękitny, aż do kopyt końskich rozwlekły, z trojaką frendzlą, w prawej ręce miecz goły wyniesiony w górę,  w lewej zaś - czyli raczej na barku jego tarcza z krzyżem podwójnym złotym.